# Fridolin von Senger und Etterlin

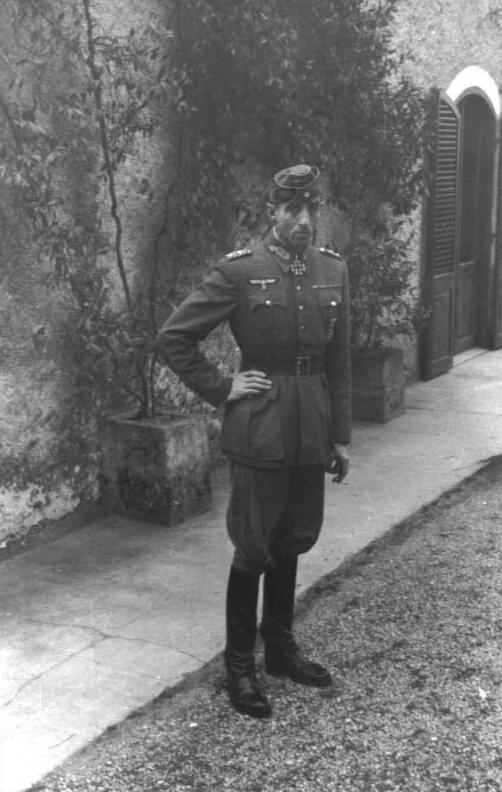
General von Senger und Etterlin (1944)

Fridolin Rudolf Theodor Ritter und Edler von Senger und Etterlin (* 4. September 1891 in Waldshut; † 4. Januar 1963 in Freiburg im Breisgau) war ein deutscher General der Panzertruppe im Zweiten Weltkrieg und 1950 Mitverfasser der Himmeroder Denkschrift.

## Herkunft
Die Familie Senger und Etterlin entstammte dem oberfränkischen Reichsadel. Seine Eltern waren der badische Geheime Regierungsrat und Oberamtmann von Offenburg Otto von Senger und Etterlin (1858–1927) und dessen Ehefrau die Kaufmannstochter Maria Magdalena Siefert-Schlund (1865–1911). Er hatte zwei Brüder, darunter Johann von Senger und Etterlin (1894–1917), der als Jagdflieger im Ersten Weltkrieg fiel.

## Beruflicher Werdegang

### Offizierslaufbahn bis 1945
Er absolvierte als Einjährig-Freiwilliger ab Oktober 1910 seinen Militärdienst im 5. Badischen Feldartillerie-Regiment Nr. 76 und studierte anschließend Jura in Freiburg im Breisgau und Oxford. Er gehörte in Oxford zum Mitgliederkreis des Hanover Club, eines von 1911 bis 1913 bestehenden deutsch-britischen Debattierclubs unter Führung von Albrecht Graf von Bernstorff, der das gegenseitige Verständnis fördern sollte.
Bei Ausbruch des Ersten Weltkriegs wurde er als Leutnant der Reserve einberufen und mit seinem Regiment an der Westfront eingesetzt. Kurz vor Kriegsende wurde er am 20. Juni 1918 zum Oberleutnant befördert, später in die Reichswehr übernommen und dem 5. (Preußischen) Reiter-Regiment in Belgard zugeteilt. Anschließend kam er 1921 in den Stab des 18. Reiter-Regiments nach Stuttgart-Bad Cannstatt, wurde ab April 1924 mit dem Kommando über die Eskadron in Ludwigsburg betraut und am 1. Mai 1924 zum Rittmeister befördert. Senger und Etterlin übernahm die Ausbildungsabteilung des Regiments, wurde am 1. August 1932 Major und nach der Beförderung zum Oberstleutnant (ab 1. August 1936) am 10. November 1938 Chef des Kavallerie-Regiments 3 in Göttingen.
Der am 1. März 1939 zum Oberst beförderte Senger und Etterlin wurde nach eigener Aussage zu Kriegsbeginn mit der Neuaufstellung des Reiterregiments 22 betraut und nahm daher nicht am Überfall auf Polen teil. Noch vor dem Westfeldzug, am 7. Februar 1940 übernahm er die Reiter-Brigade 2. Mit dem Einmarsch in die neutralen Niederlande am 10. Mai 1940 begann auch für ihn die aktive Teilnahme am Zweiten Weltkrieg. Nach Abschluss der Kampfhandlungen im Westen war Senger und Etterlin von Juli 1940 bis Juli 1942 Chef der Deutschen Verbindungsdelegation in Turin bei der italienisch-französischen Waffenstillstandskommission und wurde in dieser Funktion am 1. September 1941 zum Generalmajor befördert.

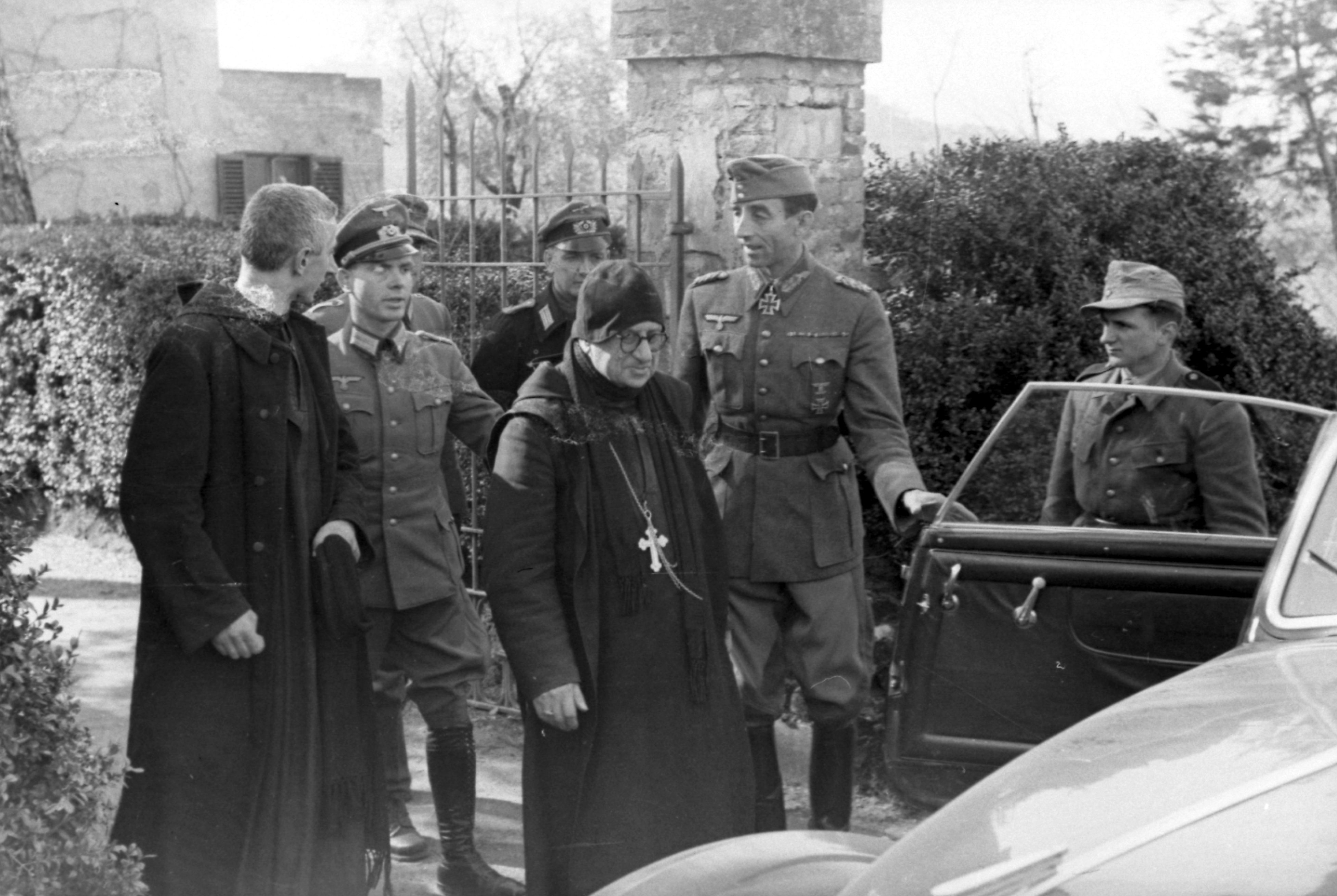
Senger und Etterlin (2. v. r.) mit dem Abt des Klosters Monte Cassino (Mitte)

Am 10. Oktober 1942 erhielt er das Kommando über die 17. Panzer-Division und führte die Einheit bei den Kämpfen um Rostow, bevor er nach seiner Beförderung zum Generalleutnant am 1. Mai 1943 abgelöst und zum Wehrmachtbefehlshaber auf Sizilien sowie im August 1943 zum Wehrmachtbefehlshaber auf Sardinien und Korsika ernannt wurde. Im Oktober 1943 betraute man Senger und Etterlin mit der Führung des XIV. Panzerkorps, beförderte ihn am 1. Januar 1944 zum General der Panzertruppe und ernannte ihn zum Kommandierenden General des Korps. Als solcher war er maßgeblich an der Schlacht um Monte Cassino beteiligt. Vom 5. bis 23. Oktober 1944 war er kurzfristig mit der Führung der 14. Armee beauftragt.

### Kriegsende und Gefangenschaft
Am 29. April 1945 unterzeichneten die deutschen Truppen in Italien, zusammen mit den Truppen der Repubblica Sociale Italiana (RSI), in Caserta die Urkunden der im Rahmen der Operation Sunrise verhandelten Kapitulation für den Kriegsschauplatz Italien. Die Kapitulation wurde am 2. Mai 1945 14:00 Uhr Ortszeit wirksam. Für die Verhandlungen zur Übergabe der Heeresgruppe C an die Alliierten, wurde von Senger und Etterlin vom Oberbefehlshaber Süd-West zum „Leiter der Übergabekommission“ ernannt. Die Verhandlungen erfolgten bis 13. Mai 1945 im Hauptquartier des Oberbefehlshabers der alliierten 15th Army Group in Florenz. Bis zum 22. Mai 1945 befand sich von Senger und Etterlin wieder in seinem letzten Gefechtsstand in Mattarello etwa sieben Kilometer südlich Trient. Von dort ging von Senger und Etterlin in britische Kriegsgefangenschaft, zunächst als Lagerführer des Gefangenenlagers Ghedi auf dem Gelände des Militärflugplatzes Ghedi in der Po-Ebene. Nach wenigen Wochen erfolgte der Wechsel in ein Offizierslager in Modena und weiter in ein Generalslager nach Aversa (heute Caserta) nördlich Neapel. Im Spätsommer 1945 erfolgte die Verlegung in Lager bei Heilbronn, (Schwäbisch-)Hall und in das Gefängnis Heidelberg, bevor von Senger und Etterlin als Sachverständiger für die Verhältnisse bei der deutschen Wehrmacht zurück nach Aversa zum Strafprozess des Generals Dostler geflogen wurde. Der Prozess selbst erfolgte in Rom. Nach der Verurteilung und Exekution Dostlers gelangte von Senger und Etterlin wieder für einige Wochen in das Lager Aversa, bevor für etwa ein Vierteljahr eine Verlegung in das britische Lager Afragola nördlich Neapel erfolgte. Im Februar 1946 wurde von Senger und Etterlin nach London geflogen und einige Wochen später in das Generalslager Island Farm, Prisoner of war-Special Camp XI in Bridgend in Südwales am Bristolkanal überstellt. Hier wurden rund 200 deutsche Generäle und Admiräle gefangen gehalten. Am 13./14. Mai 1948 gelangte von Senger und Etterlin ins Entlassungslager in Bury St Edmunds. Am 15. Mai 1948 erfolgte in Harwich die Einschiffung nach Hoek van Holland. In Munsterlager erfolgte am 16. Mai 1948 die Entlassung. Über Hannover gelangte von Senger und Etterlin am 18. Mai 1948 in sein Zuhause in Göttingen.

### Nachkriegszeit
In der Nachkriegszeit war Senger und Etterlin 1950 maßgeblich an der Ausarbeitung der Himmeroder Denkschrift beteiligt, die zur Gründung der Bundeswehr und zur Wiederbewaffnung Deutschlands führte. Von Juli 1955 bis 1956 war er Mitglied des Personalgutachterausschusses für die neue Bundeswehr. Er gehörte von 1956 bis 1958 der leitenden „Control Group“ der Operational History (German) Section der „Historical Division“ der US Army an und reiste wiederholt in die Vereinigten Staaten, um dort in amerikanischen Militärschulen Vorträge über die Strategie der Wehrmacht gegen die Rote Armee zu halten. Zudem war Senger und Etterlin Mitglied des Arbeitskreises für Wehrforschung, in dem ehemalige Wehrmachtsgeneräle und zivile Historiker zur Geschichte des Zweiten Weltkrieges schrieben. Ab 1958 war er Mitglied des Beirats für Fragen der Inneren Führung der Bundeswehr.

## Persönliche Grundeinstellung
Als gläubiger Katholik und aus seiner traditionell geprägten soldatisch-ethischen Grundüberzeugung heraus stand Senger und Etterlin dem Nationalsozialismus äußerst kritisch gegenüber. Er fühlte sich als patriotisch denkender Deutscher aber dem Dienst am Vaterland verpflichtet. Den hieraus entstehenden, von ihm als tragisch empfundenen inneren Zwiespalt thematisierte er mehrfach in seiner Autobiographie.
Er weigerte sich konsequent, von ihm als verbrecherisch empfundene Befehle auszuführen, etwa italienische Offiziere, die nach dem Seitenwechsel ihrer Regierung 1943 deren Befehle befolgt hatten, hinrichten zu lassen. Er wusste von Vorbereitungen zum Hitler-Attentat vom 20. Juli 1944, war aber nicht aktiv daran beteiligt.

## Familie
Senger heiratete 1919 in Dessau Hilda von Kracht (* 1891), eine Tochter des Generalleutnants Friedrich von Kracht (1844–1933). Das Paar bekam zwei Kinder: Der Sohn Ferdinand von Senger und Etterlin (1923–1987) wurde General in der Bundeswehr und NATO-Oberbefehlshaber Mitteleuropa; die Tochter Maria Josepha (1926–2017) heiratete 1947 den italienischen Grafen Cesare Gani (* 1925).

## Auszeichnungen
- Eisernes Kreuz (1914) II. und I. Klasse[5]
- Verwundetenabzeichen (1918) in Schwarz[5]
- Ritterkreuz II. Klasse des Ordens vom Zähringer Löwen mit Schwertern[5]
- Spange zum Eisernen Kreuz II. und I. Klasse
- Ritterkreuz des Eisernen Kreuzes mit Eichenlaub[6]
  - Ritterkreuz am 8. Februar 1943
  - Eichenlaub am 5. April 1944 (439. Verleihung)
- Deutsches Kreuz in Gold am 11. Oktober 1943[6]